# Archidiecezja San Salvadoru
Archidiecezja San Salvadoru (łac. Archidioecesis Sancti Salvatoris in America, hisz. Arquidiócesis de San Salvador) – rzymskokatolicka archidiecezja ze stolicą w San Salvadorze, w Salwadorze. Jest jedyną archidiecezją w państwie.
Archidiecezja obejmuje departamenty: Cuscatlán, La Libertad i San Salvador
Arcybiskup San Salvadoru jest również metropolitą. Metropolia San Salvador pokrywa się z terytorium państwa. Sufraganami są wszystkie salwadorskie diecezje: Chalatenango, San Miguel, Santa Ana, Santiago de María, San Vicente, Sonsonate oraz Zacatecoluca.
Obecnie arcybiskupem San Salvadoru jest José Luis Escobar Alas, który pełni tę posługę od 27 grudnia 2008. Biskupem pomocniczym seniorem jest Gregorio Rosa Chávez. 

## Historia
Diecezja San Salvador został erygowana 28 września 1842. Tereny, na których powstała wcześniej należały do archidiecezji Gwatemala. Nowa diecezja weszła w skład metropolii Gwatemala. Swoim zasięgiem biskupstwo objęło cały Salwador.
11 lutego 1913 na terytorium diecezji powstały diecezje San Miguel i Santa Ana. W tym samym dniu biskupstwo San Salvador podniesiono do godności archidiecezji oraz ustanowiono metropolię San Salvador
18 grudnia 1943 na terenie archidiecezji erygowano diecezje San Vicente.
24 marca 1980 został zamordowany arcybiskup San Salvadoru Oscar Romero.
30 grudnia 1987 powstała diecezja Chalatenango.

## Biskupi i arcybiskupi San Salvadoru

### Biskupi
- Jorge de Viteri Ungo (27 stycznia 1843 - 5 listopada 1849 mianowany biskupem Nikaragui)
- Tomás Miguel Pineda y Saldaña (10 marca 1853 - 6 sierpnia 1875 zmarł)
- José Luis Cárcamo Rodríguez (6 sierpnia 1875 - 12 września 1885 zmarł)
- Antonio Adolfo Pérez Aguilar (13 stycznia 1888 - 11 lutego 1913) później arcybiskup

### Arcybiskupi
- Antonio Adolfo Pérez Aguilar (11 lutego 1913 - 17 kwietnia 1926 zmarł)
- Alfonso Belloso (22 grudnia 1927 - 9 sierpnia 1938 zmarł)
- Luis Chávez González (1 września 1938 - 3 lutego 1977)
- św. Óscar Arnulfo Romero Galdámez (3 lutego 1977 - 24 marca 1980 zamordowany, święty męczennik Kościoła Katolickiego)
- Arturo Rivera Damas SDB (28 lutego 1983 - 26 listopada 1994 zmarł)
- Fernando Sáenz Lacalle (22 kwietnia 1995 - 27 grudnia 2008)
- José Luis Escobar Alas (27 grudnia 2008 - nadal)